# Leo Pokrowsky

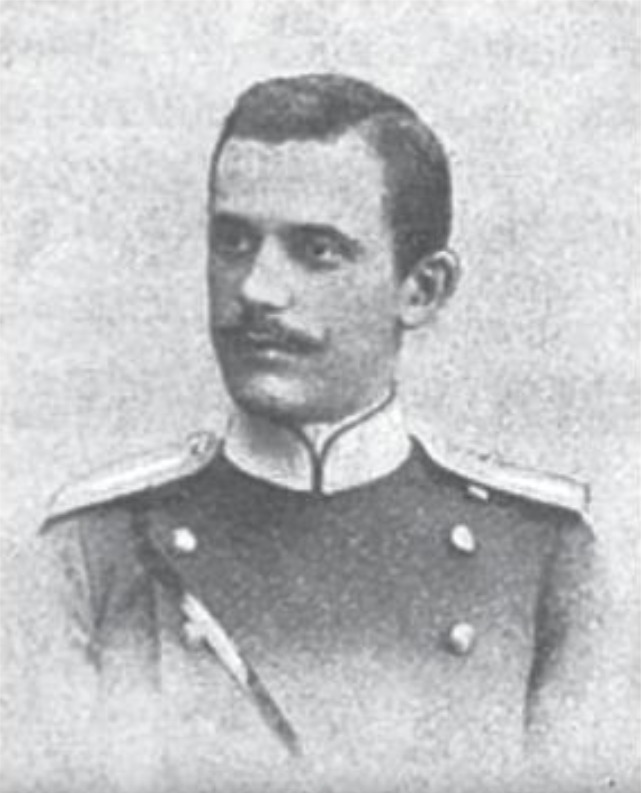
Leo Pokrowsky

Leo Pokrowsky (ur. 1873 w Warszawie, zm. 25 grudnia 1900 w Utrechcie) – polski kapitan Rosyjskiej Armii, walczący po stronie Burów podczas drugiej wojny burskiej. Zabity w Boże Narodzenie 1900 roku, kiedy razem ze swoimi ludźmi atakował brytyjski garnizon w Utrechcie (Transwal).
Tablica pamiątkowa ku jego pamięci znajduje się w mieście Utrecht, wmurowana w kościół anglikański.